# Schronisko PTTK „Orlica” (Góry Orlickie)
Schronisko PTTK „Orlica” w Zieleńcu – schronisko turystyczne, należące do spółki-córki PTTK, położone w centrum Zieleńca, dzielnicy Dusznik-Zdroju, u stóp polskiej części Gór Orlickich. Obiekt posiada 34 miejsca noclegowe w pokojach 2-4 osobowych, prowadzi wyżywienie, a w pobliżu, na stokach Orlicy znajdują się liczne wyciągi narciarskie.

## Historia
Budynek schroniska powstał w II połowie XIX wieku, najprawdopodobniej około 1878 roku. Przed II wojną światową mieścił się tu zajazd (Gasthaus). Po przyłączeniu tych terenów do Polski obiekt został zasiedlony przez repatriantów. W 1956 roku budynek zwrócił uwagę członków Klubu Kolarskiego PTTK przy Polskiej Akademii Nauk we Wrocławiu, poszukujących na tym terenie bazy noclegowej. W porozumieniu z mieszkającą w obiekcie rodziną Wrona rozpoczęto jego remont. Schronisko - zwane „Wroną” - zostało otwarte dla turystów w grudniu 1956 roku, a jego pierwszym kierownikiem został Józef Wrona-junior. W 1958 roku, w związku z wyjazdem rodziny Wrona za granicę, budynek został formalnie przekazany PTTK. W latach 1958–1960 obiekt działał jako Stacja Turystyczna PTTK, a w 1960 roku przyjęto obecną nazwę schroniska. W wymienionym okresie, równolegle działały w Zieleńcu jeszcze dwa obiekty PTTK - „Sokolik” i „Wierchy”, zamknięte z powodu postępującej dewastacji.
W 2015 roku schronisko zostało uznane za najgorsze schronisko turystyczne w rankingu magazynu „n.p.m.”. Powodem tak niskiej oceny był m.in. fakt, że schronisko dwukrotnie zastano zamknięte.

## Piesze szlaki turystyczne
- Duszniki-Zdrój – Droga Sudecka – Schronisko PTTK Orlica – Lasówka – Schronisko PTTK „Jagodna” (Przełęcz Spalona) – Ponikwa – Długopole-Zdrój (Główny Szlak Sudecki)
- Lewin Kłodzki – Jawornica – Orlica – Schronisko PTTK Orlica – Torfowisko pod Zieleńcem – Kamienna Góra – Polanica-Zdrój
- Schronisko PTTK Orlica – Masarykova chata – Olešnice v Orlických horách

Do schroniska można dojechać samochodem (parking przy budynku).